# لاسانا دیارا
لاسانا دیارا (فرانسوی: Lassana Diarra‎؛ زادهٔ ۱۰ مارس ۱۹۸۵) بازیکن فوتبال پیشین اهل فرانسه است.
وی سابقه عضویت در باشگاه‌های لو آور، چلسی، آرسنال، پورتسموث، رئال مادرید، آنژی مخاچ‌قلعه، لوکوموتیو مسکو، مارسی، الجزیره و پاری سن ژرمن را دارد.
وی همچنین در تیم ملی فوتبال فرانسه بازی کرده‌است.

## افتخارات
چلسی
- جام حذفی فوتبال انگلستان: ۰۷–۲۰۰۶[۳]
- جام اتحادیه باشگاه‌های انگلستان: ۰۷–۲۰۰۶

پورتسموث
- جام حذفی فوتبال انگلستان: ۰۸–۲۰۰۷

رئال مادرید
- لا لیگا: ۱۲–۲۰۱۱[۴]
- کوپا دل ری: ۲۰۱۰/۱۱[۴]
- سوپر جام فوتبال اسپانیا: ۲۰۱۲[۴]

پاری سن ژرمن
- لیگ ۱: ۱۸–۲۰۱۷[۵]
- جام حذفی فوتبال فرانسه: ۱۸–۲۰۱۷[۶]
- سوپر جام فوتبال فرانسه: ۲۰۱۸[۷]